# Anton Walli
Franz Anton Walli (* 8. November 1816 in Rastatt; † 8. Januar 1898 in Karlsruhe) war ein großherzoglich badischer Jurist. Walli war von 1859 bis 1864 Mitglied der Zweiten Kammer des Badischen Landtages.

## Leben
Nach dem Besuch des Gymnasiums studierte Walli von 1834 bis 1838 Rechtswissenschaften an den Universitäten in Freiburg und Heidelberg. Ende 1838 bestand er die juristische Staatsprüfung mit Auszeichnung (Note: vorzüglich befähigt). Seine weitere praktische Ausbildung absolvierte er an den badischen Ämtern Rastatt und Rheinbischofsheim. 1842 ließ er sich als Rechtsanwalt zunächst in Boxberg und später in Gerlachsheim nieder.
1849 trat Walli erneut in den badischen Justizdienst ein, wurde noch im gleichen Jahr Assessor beim Bezirksamt Buchen und dort 1851 zum Amtmann ernannt. 1852 wurde Walli Assessor am Hofgericht in Bruchsal. 1854 erhielt er den Titel eines Ministerialsassessors und 1855 den eines Ministerialrates beim badischen Finanzministerium.
1859 wurde er von den Wählern des 41. Wahlbezirkes, er umfasste die Ämter Wertheim und Walldürn, in die zweite Kammer der Badischen Ständeversammlung, den 19. ordentlichen Landtag, gewählt. Er übte das Mandat bis 1864 aus und wurde dabei durchgehen bis zum 21. ordentlichen Landtag wieder gewählt. Obwohl er bekennender Katholik war, stellte er sich als Landtagsabgeordneter auf die Seite der liberalen Mehrheit, die das zwischen dem Großherzogtum Baden und dem Vatikan ausgehandelte Konkordat aus politischen und rechtlichen Gründen ablehnte.
1866 wurde Walli als Ministerialrat dauerhaft an das Badische Finanzministerium versetzt. 1868 erhielt er den Rang und Titel eines Geheimen Referendars und 1874 den eines Geheimen Rates. Auf Grund seiner angegriffenen Gesundheit bat er im Dezember 1880 um die Versetzung in den Ruhestand, der im Januar 1881 unter Anerkennung seiner langjährigen Dienste stattgegeben wurde. Anton Walli starb nach kurzer Krankheit am 8. Januar 1898, im Alter von 81 Jahren, in Karlsruhe. Er war Inhaber hoher badischer, bayerischer und hessischer Auszeichnungen.